# Saugnacq-et-Muret
Saugnacq-et-Muret település Franciaországban, Landes megyében. Lakosainak száma 1298 fő (2022. január 1.). Saugnacq-et-Muret Belin-Béliet, Lugos, Liposthey, Moustey, Pissos és Ychoux községekkel határos.

## Népesség
A település népessége az elmúlt években az alábbi módon változott:
| Lakosok száma | 676  | 550  | 630  | 835  | 925  | 975  | 1035 | 1081 | 1130 | 1298 |
|               | 1968 | 1982 | 1990 | 2006 | 2013 | 2015 | 2017 | 2019 | 2020 | 2022 |